# Fnord
Fnord – termin ukuty przez Omara Khayyama Ravenhursta (Kerry'ego Thornleya) i Malaklipsę Młodszego (Grega Hilla). Po raz pierwszy pojawił się w Principii Discordii, jako nonsensowny termin z podtekstem religijnym, a spopularyzowany został dzięki trylogii Illuminatus!, autorstwa Roberta Antona Wilsona i Roberta Shea, gdzie w ramach sekretnego programu Iluminatów używany był jako słowo-wdruk dzieciom w szkołach oraz w procesie wychowania, tak by potem przez resztę ich życia "fnord" powodował podświadomy niepokój i dezorientację, a przy tym by nigdy nie można było być świadomym jego obecności. W trylogii fnordy umieszczano w gazetach, co powodowało lęk i niepewność u ludzi, którzy na bieżąco śledzą aktualne wydarzenia. Fnordów nie umieszczano natomiast w reklamach, co miało sprzyjać rozwojowi konsumpcjonistycznego społeczeństwa i stylu życia.
Termin "fnord" jest chętnie stosowany przez dyskordian na określenie nonsensownej, absurdalnej wypowiedzi, zdania wypowiedzianego poza kontekstem albo przekazów podprogowych.
W środowisku hakerskim terminu "fnord' używa się dla określenia zmiennych metasyntaktycznych.
Kościół SubGeniuszu również posługuje się tym terminem, między innymi w swoim filmie rekrutacyjnym Arise!.
Chaoci stosują termin "fnord" na określenie czegoś, czego nie widać z powodu reakcji obronnej podświadomości na coś całkowicie absurdalnego. Wierzą, że ludzka podświadomość nie pozwoli nam np. zobaczyć latającego człowieka – nawet, gdyby ten faktycznie latał.
W grze Kingdom of Loathing, po zdobyciu 23 takich samych przedmiotów naraz, słowo "FNORD" pojawia się w tekście informacji, napisane białą czcionką na białym tle. Zobaczyć je można tylko podświetlając pozornie puste miejsce.